# 天津俄租界
天津俄租界是近代中国两个在华俄租界之一（另外一个是汉口俄租界），同时也是在天津的九国租界之一。天津俄租界分为西区与东区，俄租界西区位于今天的天津市河北区，俄租界东区位于今天的河东区，面积仅次于天津英租界，但随着时间的推移如今的天津俄租界已经不复存在，天津俄租界的建筑也已经难觅踪迹。

## 历史
1900年八国联军入侵后，俄国先强占，然后再和清政府于光绪二十六年（1900年）11月9日签订了《天津租界条款》，正式划定俄租界。划定的俄租界，除已侵占的老龙头车站迤西的一大片土地外，又由车站沿海河向南扩展到大直沽以南的田庄。俄军占据老龙头火车站，引起了英国的不满，后来通过英、俄两国在俄国首都彼得堡直接谈判，由德、美两国居间调停，俄国才将车站及通往车站的大道让出，归还中国。因此俄国租界分成东、西两块地区。俄租界西区位于海河北岸，西南毗邻意租界（今河北区五经路），东至车站西侧（今二经路），北至铁路；东区从海河转弯处向南，西临海河与英国、法国、德国租界隔海河遥对，东至津山铁路，南迄大直沽（今十五经路）。东西两区共占地5971亩，面积超过当时的英租界，居天津各国租界之首。（关于俄租界的面积，还有5474亩、5334亩等说法）俄国二月革命及十月革命后，天津俄租界继续由俄羅斯临时政府的白俄领事控制。1920年9月15日，北洋政府交涉署会同天津警察厅接收俄租界，在驻北京公使团干涉下，北京政府同意天津俄租界工部局一切照旧运行，由中国代管。1924年8月6日，新成立的苏联政府正式还给北洋政府。改为天津特别行政区第三区（特三区）。

## 管理
- 俄国领事馆：1903年建，在海河渡口附近（十一经路88号）。对面有73亩的俄国花园，园内修建了马球场、游泳池和纪念堂。
- 俄国工部局
- 巡捕房
- 俄国兵营
- 奥林匹亚剧院

## 道路
- 俄罗斯路-今一经路
- 拉普切夫路-今二经路
- 莫斯科路-今河北区三经路
- 夫拉季沃司托克路-今河北区四经路
- 波哥拉尼路-今河北区五经路
- 哥洛司托夫路-今六经路
- 顿河路-今七经路
- 伊尔库茨克路-今八经路
- 李涅夫卡路-今九经路
- 伏尔加河路-今十经路
- 领事路-今十一经路
- 花园路-今十二经路
- 亚历山大罗夫路-今十三经路
- 阿列克谢也夫路-今十四经路
- 科斯特罗马路（已废）
- 贝加尔路-今十五经路
- 彼得堡路-今河北区建国道与河北区五经路交口至天津站世纪钟段
- 波哥基洛夫路-今进河北区步道与河北区五经路交口至天津站世纪钟段
- 哈尔滨路-今河北区自由道与河北区五经路交口至天津站世纪钟段
- 河岸路-今河北区大沽桥至河北区解放桥的河北区海河东路与海河东路河东区段
- 尼古拉路-今六纬路
- 波别路-今七纬路
- 乌拉尔路-今八纬路
- 克里木路-今九纬路
- 高加索路-今十纬路
- 阿穆尔路-十一纬路（已废）
- 西伯利亚路-十二纬路（已废）
- 罗曼诺夫路-今西锦路

## 经济
天津俄租界未能发展为繁盛的商业贸易区域。当地少量的俄商（如华俄道胜银行）也去了英租界经营。后来，天津俄租界由于河岸线长，又紧靠火车站，发展成为天津的工业及仓储区。英商亚细亚、美商美孚、德士古三大油行在此建立大储油罐，1919年，英美烟草公司也在海河岸边设立工厂。

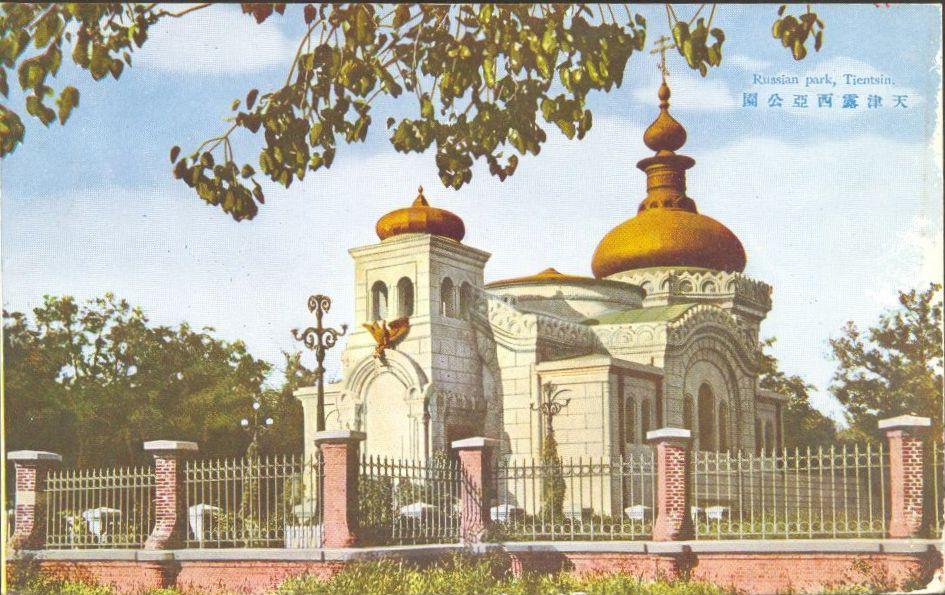
天津圣母帡幪堂

## 宗教
- 东正教：天津圣母帡幪堂，1909年在天津俄租界俄国花园（今河东区南站）内兴建